# 沈林子
沈林子（387年—422年），字敬士，吳興武康（今浙江德清縣武康鎮）人。東晉末年及南朝宋早年將領，參與了伐南燕、抵抗盧循、討伐司馬休之及伐後秦等各個戰役，因為才智而深受劉裕親重。甚至在沈林子死後，官員都不敢將其死訊報告劉裕。

## 生平

### 親報父仇
沈林子父親沈穆夫在隆安三年（399年）孫恩之亂時做過孫恩的前部參軍，並於同年因為孫恩敗於晉軍而被捕處死。沈林子祖父沈警向來厭惡無德行的同宗沈預，此時沈預卻向官府告發逃匿的沈警，於是沈警和沈林子四位叔父都被處死，而沈林子與兄弟們藏身山中，晝伏夜出，終倖免於難。沈林子更加為被殺的祖父、父親和叔父建墓。
及後孫恩再度侵擾三吳，參與討伐的將領如劉牢之、高素之等人都放縱部下擄掠財物和人口，唯獨劉裕軍紀嚴明，絕不侵擾人民。沈田子那時仍躲在山中逃避追捕，因此特地去向劉裕自首。劉裕等人受沈林子的說話感動，就將他們一家都帶到京口（今江蘇鎮江），並給他們住房。
元興三年（404年），劉裕起兵討伐篡位的桓玄，沈林之亦參與其中，並在與劉裕攻下建康後就與兄沈田子東還吳興報仇。二人在沈預於節日與宗族聚會時闖入，並斬殺沈預，屠其宗族，並以沈預的頭顱到父祖墓前獻祭。

### 屢次征戰
沈林之當時得吳興郡府任命，冠軍將軍劉毅又以其為參軍，但沈林子見家門歷盡艱辛困苦，已經沒有仕宦的心思，故此都不應命；其後劉裕再三敦請仍不肯出仕。義熙四年（407年），劉裕受任揚州刺史，又再請沈林子為自己的屬官，這回沈林子再推辭不了，只得受任，領建熙縣令，又封資中縣五等侯。
義熙五年（408年），沈林子隨劉裕北伐南燕，行參鎮軍軍事。晉燕兩軍初在臨朐（今山東臨朐）交戰，敵軍虎班突騎走到晉軍後方，沈林子則率精兵將其擊敗。及至晉軍於臨朐擊敗燕軍後，南燕皇帝慕容超逃回廣固（今山東青州市），晉軍即圍攻廣固，逼得慕容超據守內城，而沈田子就與劉敬宣同攻城西一角。
次年（409年）廣固城陷，劉裕成功滅南燕，但同時國內就發生盧循之亂，盧循更率軍逼近建康。沈田子其時就隨劉裕等班師回防，並在到後率兵防守石頭城。後盧循聲言要讓主力經白石進攻建康，劉裕就自率主力防守白石，留沈林子與徐赤特守查浦壘；沈林子預料盧循有詐，進攻白石可能是佯攻，勸劉裕有所提防，不過劉裕認為秦淮河和石頭城的防守堅固，配上沈林子就足夠防禦了，仍然維持原本配置。其時盧循確實只派老弱進攻白石，亦有派軍燒查浦壘進攻，並在秦淮河南岸設下埋伏，實則就率兵進攻丹楊郡諸縣。徐赤特見盧循軍來攻，於是無視沈林子的勸諫及劉裕防守的命令領兵進擊，果然被伏兵擊敗，沈林子領兵還抗，並收集徐赤特殘兵，在朱齡石的支援下最終都能夠堅守，逼令敵方撤退。劉裕及後自白石到來，斬殺違命的徐赤特，又以沈林子參中軍軍事。
劉裕於義熙七年（411年）升任太尉，沈林子亦轉參太尉軍事，並於次年隨劉裕討伐荊州刺史劉毅。義熙十一年（415年），沈林子隨劉裕討伐荊州刺史司馬休之，當時郭亮之召集蠻族佔據武陵郡城，而當時的武陵內史王鎮惡因討伐蠻帥向博抵根而領兵在外，並對抗司馬休之部將朱襄，沈林子於是領兵進攻武陵，在七里澗斬殺郭亮之，平定了武陵郡。及後沈林子又率軍進攻屯據石城（今湖北鍾祥縣）的魯軌，並與趙倫之攻破石城，又追擊出奔襄陽（今湖北襄陽市）的魯軌。因襄陽守軍不納魯軌與司馬休之等人，眾人於是北逃至後秦，荊州於是平定，沈林子亦暫鎮江陵（今湖北江陵縣）。
劉裕在義熙十二年（416年）加號平北將軍，沈林子又以太尉參軍本職參平北軍事。同年劉裕出兵北伐後秦，沈林子加建武將軍，率水軍自汴水進入黃河。及後，襄邑人董神虎率千多人投降晉軍，劉裕為安撫他，於是授他官職，並要沈林子和他同攻倉垣（今河南開封市西北）。不過在攻下倉垣後，董神虎卻擅自回到襄邑，沈林子於是至襄邑將其斬殺，收撫其餘眾。
次年（417年），沈林子攻擊後秦河北太守薛帛所駐的解縣，逼其出奔關中，並收其兵糧，及後更聯同檀道濟轉攻蒲阪。與此同時，王鎮惡正率軍進攻潼關，而沈林子又未能夠攻克蒲阪，於是向檀道濟建議棄蒲阪而聯合王鎮惡攻取潼關。檀道濟聽從，並於同年三月到達潼關，即敗出戰的姚紹，後沈林子更率精兵夜襲負責截斷晉軍糧道的姚鸞，斬殺姚鸞及數千名士兵，又擊敗防禦黃河水道的姚讚。可是，沈林子等始終無法擊敗拒守定城的後秦軍，更因孤軍深入而糧運不繼，造成軍中乏糧，人心疑懼的狀況。當時有建議說要退兵，與劉裕所率的大軍會合，但沈林子大力反對，認為北伐發展到那個時刻已經差不多成功，而成敗就正正在他們所率領的前鋒身上，堅持不肯退兵，後王鎮惡因勸得弘農百姓送糧而緩解了缺糧問題。姚紹其時就派姚洽、安鸞、姚墨蠡及唐小方等屯駐九原，以黃河作天險固守，要斷絕其糧道，沈林子就將之擊破，姚洽等人皆戰死。此戰激得姚紹發病而死，繼任的姚讚率眾進攻沈林子，但亦遭沈林子擊敗。
同年七月，劉裕進軍至陝城（今河南陝縣），沈田子就過武關，進攻嶢柳（今陝西商洛市商州區西北）的後秦守軍。其時劉裕憂慮沈田子兵少，就派了沈林子前往協助，但沈田子成功以寡敵眾，沈林子到時秦軍已經潰敗，二人於是率兵追擊。其時沈林子的聲威遠播，關中豪族都望風請降，而劉裕亦頻頻賜書褒獎沈林子。九月，後秦皇帝姚泓出降，而沈林子更追擊西逃隴上的十多萬羌人，一直追至槐里（今陝西興平縣），俘虜數以萬計。

### 宋武所重
同年十二月，劉裕班師離開關中，循洛水入黃河，再經汴水東還，沈林子就領水軍至石門支援劉裕東歸。回朝後，朝內議論要讓沈林子都督一州八郡，但劉裕因為欣賞沈林子的才智而不願他離開自己身邊，不肯讓他出鎮。至義熙十四年（418年），劉義隆任西中郎將，荊州刺史，當時又有議論要派沈林子和謝晦作為劉義隆屬官以作輔助，劉裕這次留住了謝晦，任命沈林子為西中郎中兵參軍，領新興太守。永初元年（420年），劉裕篡位，沈林子以佐命元勳而封漢壽縣伯，同年劉義隆進鎮西將軍，沈林子亦轉入鎮西府，加建威將軍、河東太守，後又轉為鎮西諮議參軍。
後沈林子因母親去世而離職，送母還葬吳興。下葬後劉裕曾下詔要沈林子不服喪期，復任輔國將軍，但沈林子堅決辭讓。劉裕於是退一步，讓他於朔望日不用還朝，而軍國大事都去諮詢他；而當時當政的領軍將軍謝晦患病或有家事時，都會由沈林子代攝其職。不過沈林子守喪期間因過於傷心，很快就患了病，劉裕見此就逼其入臺省，每日都親身安慰他，待他病情稍為好轉才讓他回去。不久劉裕也患病了，召了沈林子入侍，只是沈林子此時也病發，唯有出宮。沈林子在永初三年（422年）去世，享年三十六歲，當時劉裕仍然臥病，群臣知道劉裕很重視沈林子，怕報告了沈林子死訊後會令劉裕病情加重，於是將之隱瞞。群臣一直以其患病回了家為由推託劉裕，劉裕下旨沈林子時也代沈林子寫信答覆，故此同年劉裕去世時仍未知沈林子其實已經去世。朝廷後下賜棺木、朝服、布帛和金錢，又追贈征虜將軍。元嘉二十五年（448年）時更獲賜諡號懷。

## 性格特徵
- 沈林子為人簡約，清廉謙恭，並不參與交濟應酬，謙讓的美德亦著名於家族中。且雖然長期在軍中，但平時談話都不會談軍事，反而著作甚豐，詩、賦等不同文學作品及各種書信函件共計有一百二十一項。劉義隆後來看過沈林子的文集，亦歎息：「此人作公，應繼王太保。」
- 沈林子曾受劉裕恩，故此得脫離山野逃難生活，並得以報父仇，故此亦忠於劉裕。盧循當日於廣州起兵時，劉裕尚在圍攻廣固，有盧循使者就曾聯結沈林子及其同宗沈叔長。沈林子當時立刻密報給劉裕，而沈叔長不但沒有如此做，反而勸沈林子響應盧循。劉裕當時以南燕未滅而沈叔長驍勇果斷，於是待廣固城陷後才誅殺他，又對沈林子說：「昔魏武在官渡，汝、兗之士，多懷貮心，唯李通獨斷大義，古今一也。」後盧循逼近建康，王公高官都想遠走，但沈林子卻上請將家族遷到建康居住以示對堅持死守建康的劉裕的支持[3]，並說：「耿純盡室從戎，李典舉宗居魏。林子雖才非古人，實受恩深重。」

## 死因分歧
- 王永平《东晋南朝吴兴沈氏之尚武及其地位的变迁》认为，沈林子在刘裕病重、自己奉命入侍之际突然自己病倒并先于刘裕去世，事有蹊跷，或系为刘裕所害。

## 家庭

### 兄弟
- 沈淵子，沈林子兄，官至太尉參軍，在領兵討伐司馬休之時戰死。
- 沈雲子，沈林子兄，南朝宋晉安太守。
- 沈田子，沈林子兄，官至安西中兵參軍、龍驤將軍、始平太守，滅後秦後留守關中，因擅殺王鎮惡而為王脩所殺。
- 沈虔子，沈林子弟。

### 子女
- 沈邵，嗣子，官至南中郎參軍、寧朔將軍、安成相，在安成國頗得人心。
- 沈亮，沈邵弟，過繼給沈田子為後嗣。官至義成太守。
- 沈璞，沈林子幼子，官至宣威將軍、淮南太守。劉駿起兵討伐劉劭時，因顏竣中傷沈璞遲了奉迎劉駿而遇害。

### 孫
- 沈侃，沈邵子，官至驃騎中兵參軍、南沛郡太守。
- 沈約，南朝梁文學家，竟陵八友之一，在梁官至尚書令、太子少傅。